# Liopeltis philippinus
Liopeltis philippinus är en ormart som beskrevs av Boettger 1897. Liopeltis philippinus ingår i släktet Liopeltis och familjen snokar. Inga underarter finns listade i Catalogue of Life.
Denna orm förekommer på Palawan och på andra öar i västra Filippinerna. Den lever i olika slags skogar i låglandet. Arten besöker även angränsande landskap. Honor lägger ägg.
För beståndet är inga hot kända. Hela populationen anses vara stabil. IUCN listar arten som livskraftig (LC).